# Krishnarajapura, Heggadadevankote
Krishnarajapura là một làng thuộc tehsil Heggadadevankote, huyện Mysore, bang Karnataka, Ấn Độ.